# گونه‌های پستانداران جهان

گونه‌های پستانداران

کتاب گونه‌های پستانداران جهان اثر ویلسون و ریدرز که الان به چاپ سوم رسیده است، کتاب مرجع استاندارد در رشته جانورشناسی است که گونه‌های شناخته شدهٔ پستانداران را توصیف کرده و در مورد آنها اطلاعات کتاب‌شناختی ارائه می‌دهد. این کتاب توسط دون ای. ویلسون و دیان ام. ریدر ویرایش شده است.
جلد سوم به‌روزشدهٔ این کتاب بعدها در سال ۲۰۰۵ منتشر شد.
نسخه کام کتاب توسط موزه ملی تاریخ طبیعی و دانشگاه بوکنل روی اینترنت قرار داده شده است؛ و بخش‌هایی از کتاب هم توسط کتاب‌های گوگل روی اینترنت وجود دارد.
چاپ چهارم کتاب توسط چندین نویسندهٔ بین‌المللی تألیف شده است، و توسط دیان ام. ریدر و کریستوفر ام. هلگن ویرایش شده است.